# Yoram Moses
Yoram Moses (יוֹרָם מוֹזֶס), né le 3 janvier 1957, est professeur au Technion, l'Institut israélien de technologie, spécialiste en informatique théorique. Yoram Moses a reçu son B.Sc. en mathématiques à l'université hébraïque de Jérusalem en 1981, et son doctorat en informatique à Stanford en 1986. Moses a gagné le prix Gödel en 1997 et le prix Dijkstra en 2009. 
Yoram Moses est co-auteur du livre Reasoning about knowledge. Ses intérêts principaux sont les systèmes distribués et le raisonnement sur la connaissance (logique épistémique). 